# Ptychadena perplicata
Ptychadena perplicata es una especie  de anfibios de la familia Ranidae.

## Distribución geográfica
Se encuentra en  Angola, Zambia y, posiblemente, en la República Democrática del Congo.